# 葛仙山镇 (彭州市)
葛仙山镇，是中华人民共和国四川省成都市彭州市下辖的一个乡镇级行政单位。

## 行政区划
葛仙山镇下辖以下地区：
场镇社区、楠杨场社区、蒲沟村、八井村、百顺村、华南村、东虎村、官仓村、花园村、熙玉村、永乐村、文林村、杨柳村、群柏村、山泉村、红庙村、普胜村、建新村、大曲村、乐江村、张泉村和楠新村。